# Aharon Jehuda Leib Shteinman

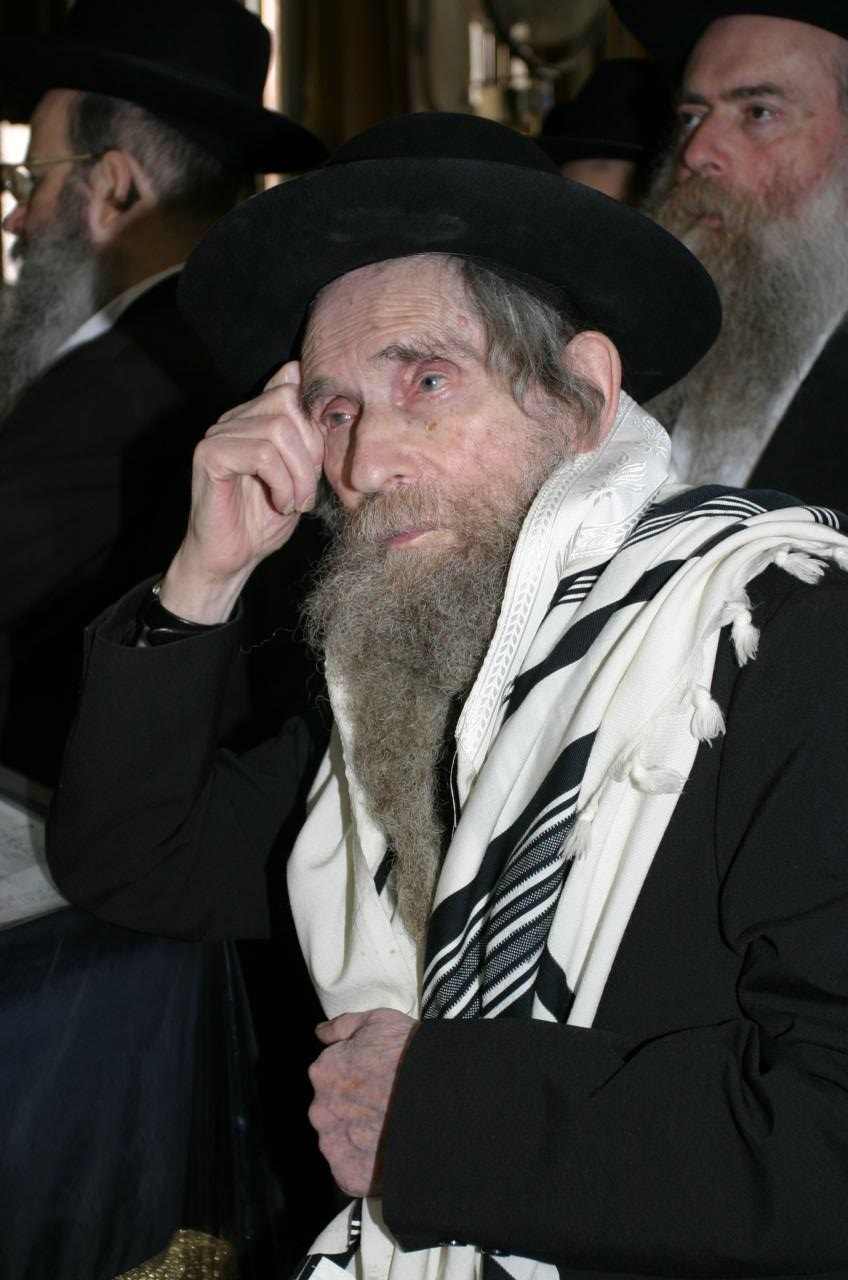
Aharon Jehuda Leib Shteinman

Aharon Jehuda Leib Shteinman auch: Aharon Jehuda Lejb Steinman (hebräisch אהרן יהודה לייב שטינמן) (geboren am 14. November 1913 in Brest, Russisches Reich; gestorben am 12. Dezember 2017 in Bnei Berak) war ein israelischer Rabbiner, Posek und Politiker (Vereinigtes Thora-Judentum). Er war eines der bekanntesten Oberhäupter der ultra-orthodoxen jüdischen Gemeinschaft und Führer der orthodoxen Litauer-Strömung. Als Posek konnte er bindende Entscheidungen bei der Auslegung religiöser Gesetze treffen.

## Leben
Das Geburtsjahr von Ahron Shteinman ist nicht genau zu datieren, da nach Rabbiner Joel Berger viele Eltern in Osteuropa das Geburtsdatum ihrer Söhne nachdatierten, um sie vor dem Wehrdienst zu bewahren. Shteinman wurde in den 1920/1930er Jahren an litauischen Jeschiwot (Jüdische Hochschulen zum Thorastudium) ausgebildet. 1937 flüchtete er vor der Einberufung zum Militärdienst in die Schweiz. Dort wurde er interniert. Er lernte dort seine spätere Frau Tamar kennen, die Tochter des Antwerpener Rabbiners Schammai Schraga Kornfeld. Nach dem Kriegsende wanderte das Paar nach Israel aus.
In Bnei Berak wurde er Leiter der litauisch-orthodoxen Ponjewitsch-Jeschiwa. Er wurde im Laufe der Zeit der maßgebende Dezisor (Possek) in Fragen des Talmud und zur halachischen Autorität.
1988 war er beteiligt an der Gründung von Degel haTora, einer aschkenasischen ultraorthodoxen Partei in Israel, und entwickelte sich zur obersten Autorität der Partei, der litauischen Bildungseinrichtungen und der litauischen Gemeinde.
Er war Chef der Weltorganisation Agudath Israel.
Bei seinem Begräbnis in Bnei Berak nordöstlich von Tel Aviv-Jaffa waren nach Presseangaben rund 200.000 Trauergäste anwesend.
Vor allem unter dem Pseudonym Ajelet HaSchachar (deutsch: „Gazelle der Morgendämmerung“, AJeLeT = Aharon Jehuda Leib Tamar und bezogen auf Psalm 22) verfasste er ungefähr 30 Werke über den Talmud.